# 印裔柬埔寨人
印度裔柬埔寨人，是一個在柬埔寨的印度裔小社羣。據估計，大約有1200至1500的印度人生活在柬埔寨，三分之一的人是在首都金邊。

## 歷史
印度和柬埔寨之間的關係可以追溯到遠古時代。印度在柬埔寨的影響力可以從吳哥窟和高棉文、朝廷儀典中看出。
近代以來印度人第一次抵達柬埔寨定居在1960年代和1970年代。主要是從北部省份旁遮普邦來的，他們的工作是珠寶商，放高利貸者和小商人。但他們曾經在紅色高棉當權後離開了這個國家。他們在波爾布特倒台後回來。

## 目前狀態
今天，在柬埔寨許多印度人都涉及藥品，聯合國和餐廳業務。不斷增長的經濟也吸引了更多求職者，不像在東南亞其他地方，在金邊的印度人口太小，但它仍然是一個親密和緊密的團體，已順利整合進入當地社會。